# Джехолоптер
Джехолоптер (лат. Jeholopterus) — род птерозавров семейства анурогнатид, чьи ископаемые остатки обнаружены в юрских слоях (келловейский — оксфордский ярусы, 164,7—161,2 млн лет назад) формации формации Тяоцзишань (Tiaojishan Formation), Внутренняя Монголия, Китай. Образец сохранил остатки кожи и волосоподобных структур — пикнофибр.

## Наименование
Название роду дали в 2002 году китайские учёные Ван Сяолинь, Чжоу Чжунхе и Сюй Син. Типовым и единственным видом является Jeholopterus ninchengensis. Родовое название образовано из топонима Жэхэ (Jehol) — провинции, где были найдены окаменелости, и латинизированного греческого слова πτερόν — крыло. Видовое название дано в честь округа Nincheng.

## Описание

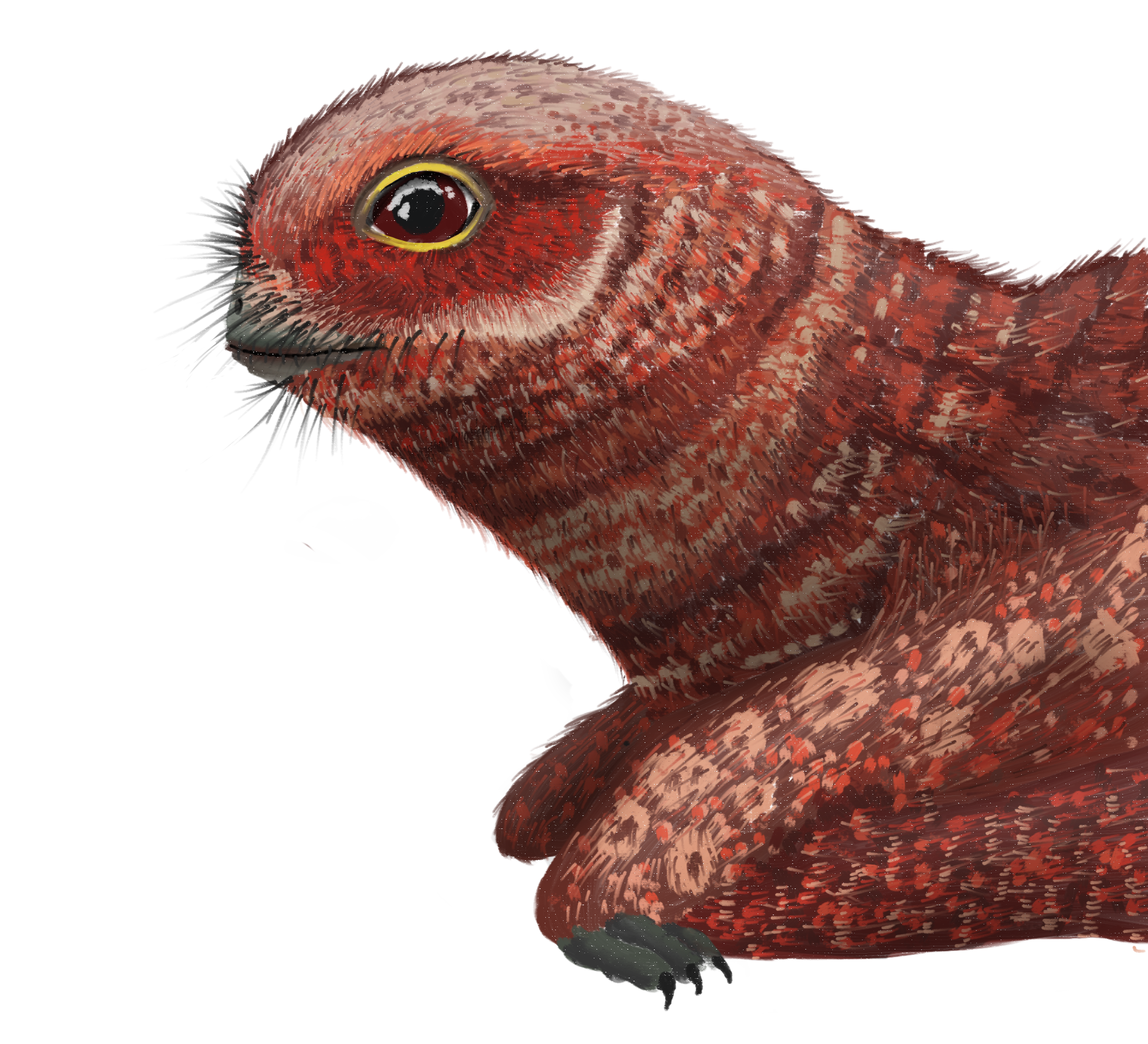
Джехолоптер в представлении художника

Типовой вид основан на голотипе IVPP V12705, почти полном образце из пластов Daohugou округа Ningcheng, Внутренняя Монголия, Китай. Образец разбит на плиту и контрплиту, и поэтому некоторые части скелета сохранились на одной стороне плиты, а некоторые — на другой. В превосходном состоянии сохранились карбонизированные остатки кожи и волосоподобных структур (пикнофибр). Волоски выглядят как своеобразный «ореол», окружающий тело. Сохранилась также ткань крыла, чья протяжённость вызывает споры, особенно точки крепления её к ногам (или полное крепление к ногам). В 2009 году Александр Келлнер опубликовал исследование, где сообщалось о наличии трёх слоёв волокон, которые позволяли животному более точно регулировать профиль крыла во время полёта.
Как представитель семейства анурогнатид, джехолоптер имел форму черепа, характерную для этой группы: ширина черепа превосходила его длину, а рот был очень широким. Большинство зубов маленькие, в форме колышка, но некоторые были длинными и загнутыми. Шея короткая и состоит из семи или восьми шейных позвонков. Присутствуют двенадцать или тринадцать спинных позвонков, а также три крестцовых. Есть пять пар грудных рёбер. Хвостовые позвонки не сохранились. Авторы описания утверждают, что у джехолоптера был короткий хвост — признак, находимый у других анурогнатид, но необычный для базальных рамфоринхоидов. Ван и его коллеги сообщили о наличии бахромы пикнофибр в области хвоста, что указывает на наличие короткого хвоста. Однако, Фабио Далла Веккья в последующем исследовании утверждал, что указывать какую-либо информацию о хвосте неправильно, поскольку хвост полностью отсутствует в окаменелости.

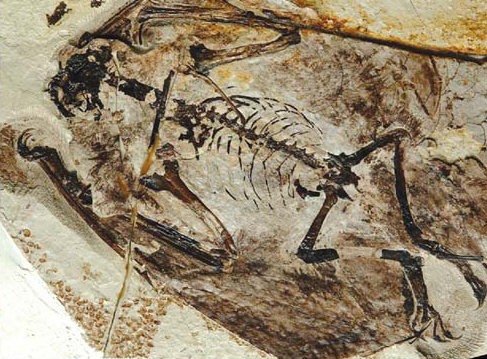
Ископаемый образец (IVPP V 12705)

Кости крыла птерозавра необычайно крепкие. Пястные кости короткие. Короткий птероид, поддерживающий протагиум, направлен вперёд. Когти на передних конечностях длинные и загнутые. Крылья содержат следы крепления к лодыжке. Крылья относительно длинные, их размах равняется 90 сантиметрам. Задние лапы короткие, но крепкие. Пальцы с хорошо развитыми изогнутыми когтями, но не такими длинными, как на передних конечностях. Пятый палец вытянут; по мнению авторов, он поддерживал уропатагиум (мембрану между ног).

## Систематика
Авторы описания причислили джехолоптера к семейству анурогнатид. Кладистический анализ, проведённый Келлнером в 2003 году, нашёл птерозавра членом клады Asiaticognathidae, вместе с батрахогнатом и Dendrorhynchoides. Сделанный в 2006 году Люй Цзюньчаном анализ выявил позицию этого птерозавра в качестве сестринского таксона батрахогната. Келлнер и др. в 2009 году предложил кладу Batrachognathinae, которая содержала бы эти два таксона и Dendrorhynchoides.

## Палеоэкология
Формально джехолоптер описывается как насекомоядное животное. Тем не менее, поскольку этот птерозавр является крупнейшим в своей группе, не исключено, что он также мог быть рыбоядным.